# Tanya White
Tanya White (Adelaida, 22 de abril de 1972) es una deportista australiana que compitió en taekwondo. Ganó una medalla de plata en el Campeonato Asiático de Taekwondo de 1996 en la categoría de +70 kg.

## Palmarés internacional
| Campeonato Asiático | Campeonato Asiático   | Campeonato Asiático | Campeonato Asiático |
| Año                 | Lugar                 | Medalla             | Categoría           |
| ------------------- | --------------------- | ------------------- | ------------------- |
| 1996                | Melbourne (Australia) | Medalla de plata    | +70 kg              |